# 阿普拉惠
6°56′N 1°41′E / 6.933°N 1.683°E

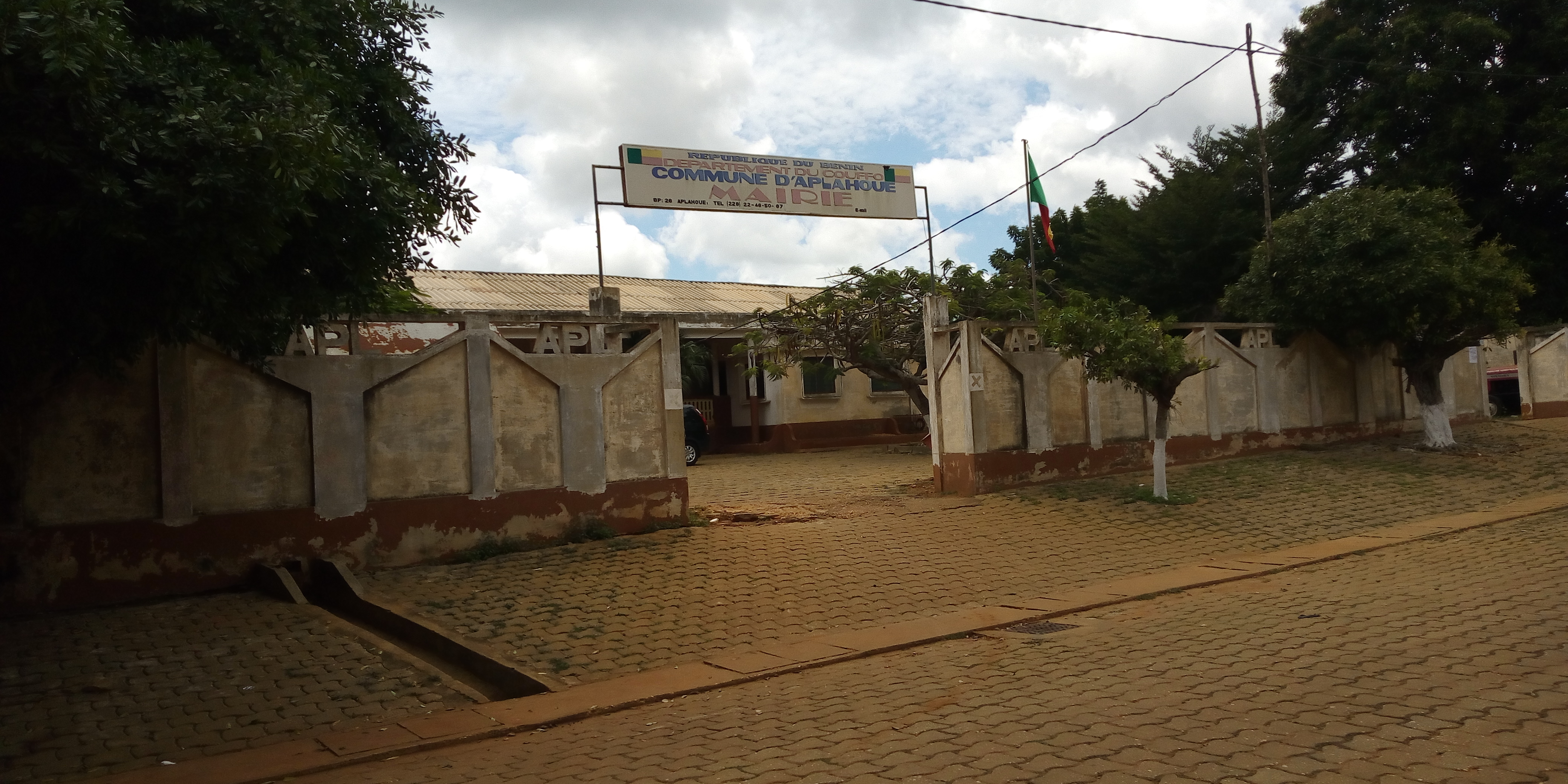
阿普拉惠的市政廳

阿普拉惠（法語：Aplahoué），是貝寧的城鎮，位於該國西南部，由庫福省負責管轄，面積572平方公里，海拔高度141米，2013年該城鎮人口170,069，人口密度每平方公里297人。

## 合作交流城市
- 法國 拉蒙维尔-圣阿涅